# بريان إيغوتشي
بريان إيغوتشي (بالإنجليزية: Bryan Iguchi)‏ هو متزلج على الثلوج أمريكي، ولد في 10 سبتمبر 1975 في لوس أنجلوس في الولايات المتحدة.